# متحف التاريخ الطبيعي (بغداد)

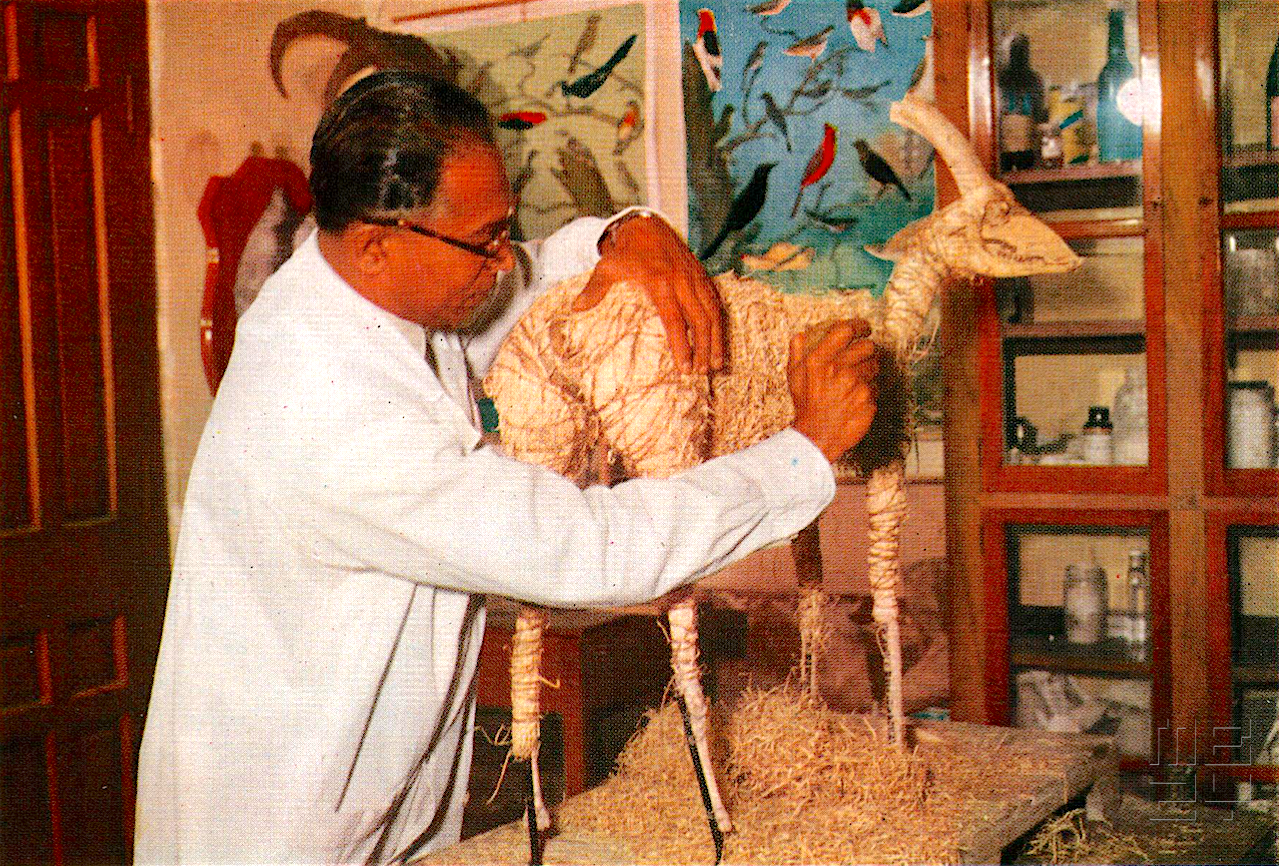
تحنيط جدي وحشي عراقي، متحف التاريخ الطبيعي، بغداد، 1954.

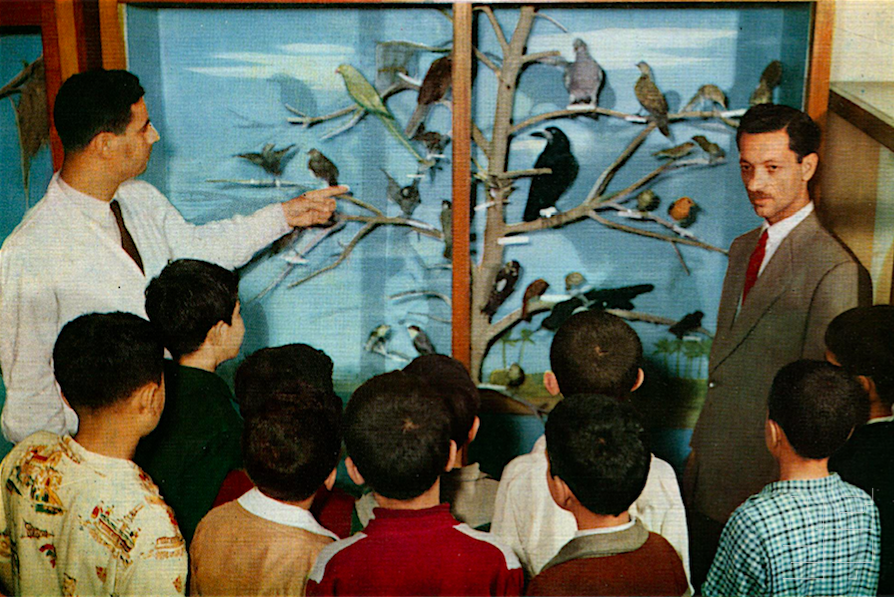
من معروضات متحف التاريخ الطبيعي، بغداد، عام 1954

متحف التاريخ الطبيعي في بغداد هو أحد متاحف العاصمة العراقية بغداد تأسس في عام 1946م، ويقع في منطقة باب المعظم في الرصافة، ويحتوي على العديد من المجسمات لحيوانات محنطة ومجموعات للحشرات والنباتات التي تمثل تاريخ الحياة الفطرية في العراق بشكل خاص. إضافة إلى أن المتحف يحتوي على مكتبة متخصصة بالتاريخ الطبيعي ومجموعة كبيرة من الكتب والمجلات العلمية.

## الافتتاح
افتتح المتحف في الثاني من شهر مايس عام 1946م، وهو ذكرى مولد الملك فيصل الثاني، في عهد المملكة العراقية، وقد افتتح من قبل ولي العهد عبد الإله إضافة إلى رئيس وزارة العراق الأسبق توفيق السويدي، وعدد من الوزراء في منطقة باب المعظم بجوار مستشفى حماية الأطفال، وقد كان المبنى عائد لوزارة الأوقاف، واستأجرت وظل أمر ارتباط المتحف متردداً بين رأيين الأول يقضي بإلحاقه بمديرية الآثار القديمة العامة باعتبارها المؤسسة الوحيدة المختصة بتنظيم المتاحف وإدارة شؤونها غير أن هذا الرأي لم يعمل بهِ لأن المديرية المذكورة تقتصر عناياتها على الدراسات الآثارية وحفظ المعروضات المتعلقة بها وبالتالي يكون متحف التاريخ الطبيعي خارج نطاق اختصاصها، أما الرأي الثاني القاضي بربط المتحف بعمادة دار المعلمين العالي وهي كلية التربية حالياً هو الذي أخذ بهِ مجلس المعارف في جلسته المنعقدة في 2 كانون الأول 1946 متخذا قراراً بربط المتحف بعمادة دار المعلمين العالية.

## مركز بحوث التاريخ الطبيعي
تغيرت تسمية متحف التاريخ الطبيعي في عام 1962 إلى معهد التاريخ الطبيعي، وكان يضم مركزاً للبحوث ومتحفاً إلا أن ذلك لم يدم أكثر من سنة حيث تم الفصل مرة أخرى إلى متحف التاريخ الطبيعي وإلى مركز البحوث البيولوجية، وفي عام 1973 انتقلت بنايتهِ إلى مكان آخر في منطقة باب المعظم وسمي مركز بحوث التاريخ الطبيعي وارتبط إداريا بعمادة الدراسات العليا والبحث العلمي.

## محتويات المتحف
ضم المتحف أقساما مختلفة أسس بعضها عام 1946، ومنها الاتي:

### المكتبة
يحتوي المتحف على قسم المكتبة الذي أسس عام 1973 وفيهِ عددا من الكتب منها (20843) مجلدا و (400) مجلة علمية، وكذلك احتوت المكتبة على خرائط وميكروفيلم وميكروكارد وجهاز عرض وقراءة الشرائح المصورة لبعض الحيوانات. وتعمل المكتبة بنظام الونياسيس winises.

### قسم الفقريات
يحتوي القسم على عينات مختلفة من الحيوانات الفقرية البرية والمائية وبعض المجسمات المستوردة وهناك مجموعتان من القواقع الأولى تمثل المجاميع الأوربية والأخرى تمثل مجاميع من منطقة حوض البحر الأبيض المتوسط. وتضمن القسم نماذج عراقية وأخرى مستوردة من البرمائيات والزواحف، ويحتوي على مجموعة من الطيور العراقية صنف معظمها وتستخدم هذه النماذج للعرض في قاعة المعروضات كما تستخدم لاغراض الدراسات العليا والبحوث العلمية. إن مجموعة نماذج الطيور الدراسية الموجودة في المركز 3560 طيرا تقع تحت 18 رتبة و55 عائلة و354 نوعا أما نماذج الطيور المعروضة في قاعة المعروضات فتبلغ 106 نوعا. ويحتوي القسم على بعض أنواع اللبائن التي عرضت في قاعة المعروضات.

### قسم الحشرات واللافقريات
يحتوي على مجموعة من الحشرات العراقية المصنفة وبعض اللوحات الفنية للحشرات الضارة ومجموعة من الفراشات العراقية والأجنيبة المصنفة ويرقات الحشرات. ويضم القسم ما يقارب من 1300 نموذج، وتتضمن النماذج المصنفة 12 رتبة تحوي 338 نوعا، ولا يزال هناك قسم غير مصنف لعدم وجود اخصائي في تصنيف الحشرات.

### قسم النباتات والبيئة
يحتوي المعشب على ما يقارب 50 نوعاً من النباتات العراقية المصنفة فضلا على 1800 عينة تعود إلى 451 جنسا في 87 عائلة وضم القسم أيضا نماذج للعرض تشمل المجسمات الجبسية لأنواع الفواكه والخضروات العراقية، مع المصورات التوضيحية لبعض النباتات ذات الأهمية الاقتصادية والطبية.
ويحتوي القسم على بعض الصخور والمتحجرات، منها معروضة في جناح يحتوي على نماذج صخرية ومعدنية ومتحجرات عراقية وأجنبية. وأما الجناح الثاني فيحتوي على مجموعة جيولوجيا النفط كما يحتوي القسم على الصخور النارية العراقية والمستوردة.

### قسم الاسماك
يتكون هذا القسم من مجاميع ونماذج معروفة من الأسماك العراقية المصنفة من المياه العراقية العذبة والمالحة، ويضم المركز 57 عائلة من الأسماك من أصل 92 ممثلة بحوالي 145 نوعاً من أصل 340 نوعا.

### المعروضات
لقد جمع المتحف كل ما يمكن الحصول عليهِ من النماذج العراقية سواء كانت حيوانية أو نباتية أو معادن ليتم دراستها وعرضها كذلك عمل المتحف على إضافة معروضات ونماذج أجنبية لها فائدة تعليمية أو ثقافية ومنها:
- المجموعة الحيوانية، وتشمل:
  - اللبائن.
  - الطيور.
  - الزواحف.
  - البرمائيات.
  - الأسماك.
  - اللافقاريات.
- المعروضات النباتية ومنها:
  - نماذج جبسية للفواكه والخضروات العراقية.
  - المحاصيل العراقية وقد حفظت بقناني صغيرة بلغ عددها 160 نوعا.
- المعروضات النفطية وتشمل:
  - نموذج مجسم لموقع حقول النفط في كركوك.
  - نموذج جهاز الحفر.
  - مناظر ومخططات مختلفة عن حقول النفط.
  - احجار متنوعة تستخرج في عمليات النفط.
  - نموذج معمل التكرير النفطي.
  - نموذج تخطيطي مجسم لاستعمالات النفط في الحياة اليومية.
- معروضات الأحجار والمتحجرات، وتشمل مجموعة من المتحجرات والأحجار العراقية والتي جمعت من خلال عمل شركة النفط العراقية أو جمعت من خلال استيراد 424 من مختلف الصخور والمعادن من خارج العراق.